# سیارک ۱۱۱۶۶
سیارک ۱۱۱۶۶ (به انگلیسی: 11166 Anatolefrance، نامگذاری:1998DF34) یازده هزار و صد و شصت و ششمین سیارک کشف شده‌است که در ۲۷ فوریه ۱۹۹۸ کشف شد.
قدر مطلق سیارک برابر ۱۳٫۶۰ است.